# Geister, Geister, Schatzsuchmeister!
Geister, Geister, Schatzsuchmeister! er et børnespil udgivet af Mattel på tysk i 2013. Spillet vandt Årets Børnespil ved Spiel des Jahres-uddelingen i 2014.
| Spil | Spire Denne artikel om spil eller lege er en spire som bør udbygges. Du er velkommen til at hjælpe Wikipedia ved at udvide den. |